# Karl Vinzenz Moser

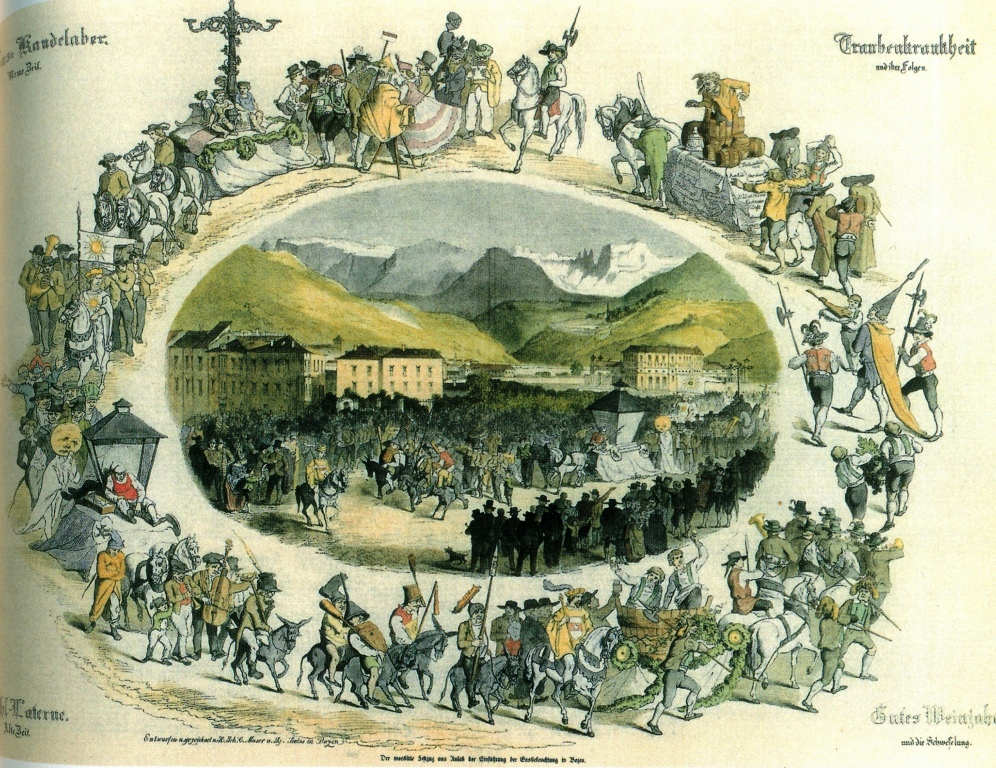
Festzug zur Errichtung der Gasbeleuchtung in Bozen (1861), kolorierter Holzdruck von Ignaz Seelos mit Bildmotiv von Moser

Karl Vinzenz Moser, auch Carl Moser der Ältere (* 10. Oktober 1818 in Bozen; † 17. Januar 1882 ebenda), war ein österreichischer Maler.

## Leben und Werk
Karl Moser war von Beruf Gerber und als Maler Autodidakt. Er malte vor allem die Landschaften seiner Südtiroler Heimat mit ihren Dolomiten und die burgenreiche Gegend um Bozen und Meran. Seine Blumenbilder im biedermeierlichen Stil zeigten eine präzise botanische Darstellungen der Alpenflora. Sein Sohn Carl Moser der Jüngere war ebenfalls Maler.
Studienreisen führten den jungen Maler unter anderem nach Venedig, Wien und Prag, wo er sich Anregungen für sein Werk holte. Er war verbunden mit seinen Künstlerkollegen Franz von Defregger, Heinrich Schöpfer und Ignaz Seelos. Mit letzterem gestaltet er 1861 die Darstellung auf dem Holzschnitt „Maskierter Festzug bei Eröffnung der Gasbeleuchtung in Bozen“.
Das umfangreiche künstlerische Werk Karl Vinzenz Mosers, das er neben seinem Brotberuf als Gerber schuf, wurde auf einer Nachlassausstellung im März 1882 in Bozen gezeigt und umfasste 114 Ölgemälde, 112 Aquarelle und zahlreiche Zeichnungen.

## Ausstellungen
- 2010 Die Moser. Eine Bozner Künstlerfamilie, Stadtmuseum Bozen[3]

## Werk
Die Motive seiner Bilder stammen alle aus seiner Tiroler Heimat und sind von regionaler Bedeutung.
- Festzug zur Errichtung der Gasbeleuchtung in Bozen, Tiroler Landesmuseum Innsbruck (1861)
- Landschaft mit Blumen, Tiroler Landesmuseum, Innsbruck (1862)
- Russhaus im Sarntal, Tiroler Landesmuseum, Innsbruck (1863)
- Brücke bei Rentsch, Tiroler Landesmuseum, Innsbruck

Auch das Stadtmuseum Bozen besitzt Werke Mosers.